# Geist und Seele wird verwirret, BWV 35

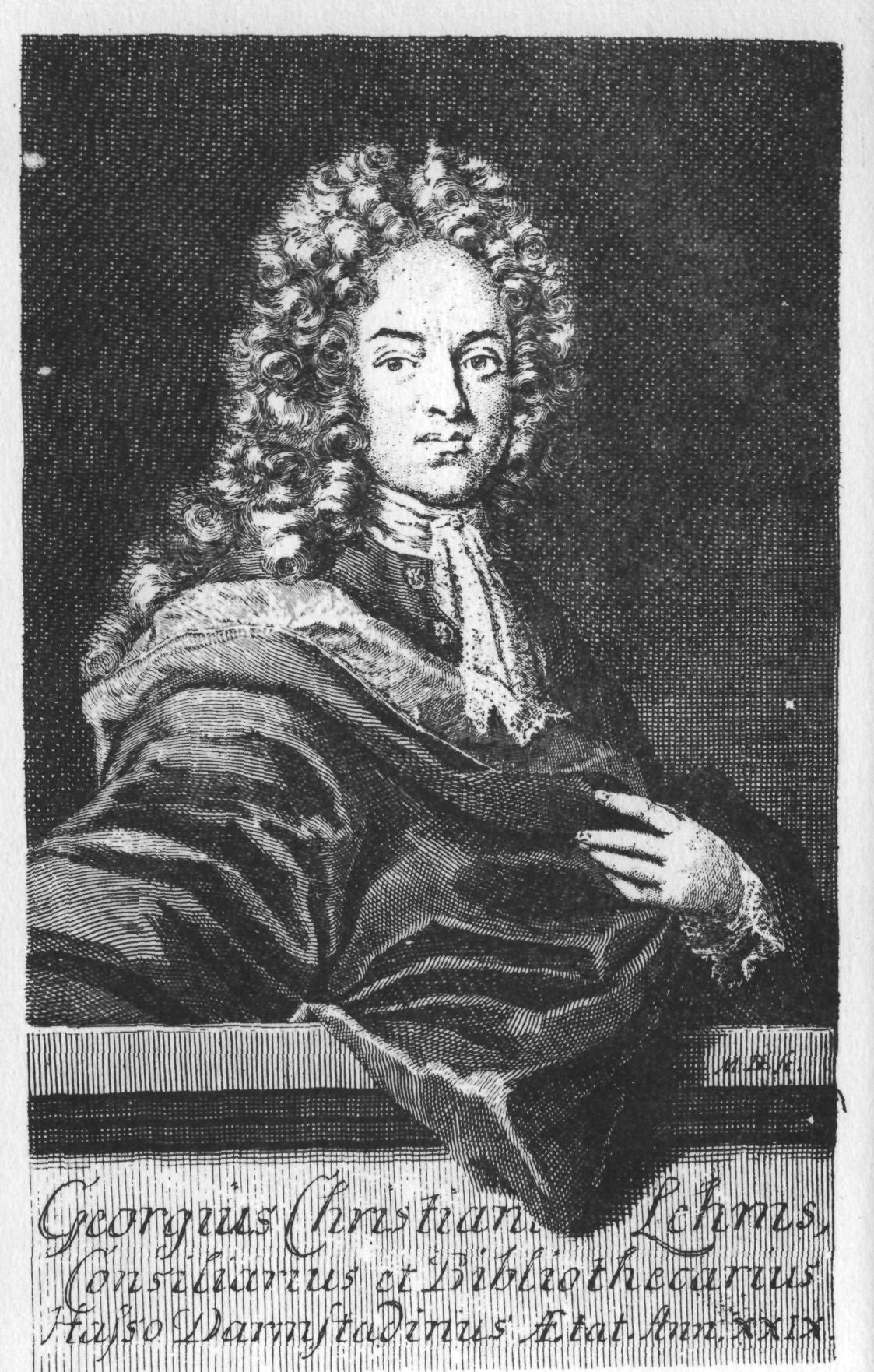
Georg Christian Lehms, autor del texto.

Geist und Seele wird verwirret, BWV 35 (Espíritu y alma se confunden) es una cantata de iglesia escrita por Johann Sebastian Bach en Leipzig para el decimosegundo domingo después de la Trinidad y estrenada el 8 de septiembre de 1726. El texto de la cantata fue obra de Georg Christian Lehms de 1711.

## Historia
Bach compuso esta obra durante su tercer año como Thomaskantor en Leipzig para el decimosegundo domingo después de la festividad de la Trinidad. Fue la decimosegunda de su tercer ciclo anual de cantatas corales. Se trata de una de las tres cantatas compuestas durante el verano y otoño de 1726 en Leipzig, junto con Gott soll allein mein Herze haben, BWV 169 y Vergnügte Ruh, beliebte Seelenlust, BWV 170. En estas tres obras una solista alto es la única cantante. Parece ser que durante este período Bach dispuso de una cantante contralto virtuosa. Adicionalmente, la obra incluye dos grandes movimientos de concierto para órgano y orquesta, posiblemente proveniente de algún concierto para teclado, oboe o violín que no se ha conservado, indicando quizá que la cantata fue compuesta durante una ausencia temporal del coro en Thomaskirche. Los primeros nueve compases de la sinfonia de apertura son prácticamente idénticos al fragmento BWV 1059. (Bach tuvo la intención de transcribir la cantata como un concierto de clave u oboe, pero por alguna razón, después de 9 compases dejó la obra BWV 1059 inconclusa, sin embargo existen reconstrucciones de esta como un concierto completo elaborado por estudiosos modernos basados en la cantata 35). La cantata fue interpretada por primera vez el 8 de septiembre de 1726.

## Análisis

### Texto
Las lecturas establecidas para ese día eran la segunda epístola a los corintios, el ministerio del espíritu (2 Corintios 3:4-11) y la curación de un sordomudo del evangelio según San Marcos (Marcos 7:31-37).
El texto de la cantata fue escrito por Georg Christian Lehms y publicado en Gottgefälliges Kirchen-Opffer (1711). Bach raramente elegía viejos textos para sus cantatas, debido a que se requería nueva música muy a menudo. En consecuencia, el director de orquesta Craig Smith ha sugerido que partes de esta obra pueden haber sido compuestas bastante antes de su estreno en Leipzig.

### Instrumentación
La obra está escrita para solista alto; dos oboes, taille, órgano obbligato, dos violines, viola y bajo continuo.

### Estructura
Consta de siete movimientos, organizados en dos partes para ser interpretadas antes y después del sermón.
Parte 1
1. Sinfonia
2. Aria: Geist und Seele wird verwirret
3. Recitativo: Ich wundre mich
4. Aria: Gott hat alles wohlgemacht

Parte 2
1. Sinfonia
2. Recitativo: Ach, starker Gott
3. Aria: Ich wünsche nur bei Gott zu leben

La sinfonia de apertura en allegro incorpora técnicas del concierto, lo que sugiere un origen en un concierto preexistente. El órgano interpreta la melodía solista y la línea del bajo continuo, interrumpida por pasajes de cuasi-cadencia y ritornellos intercalados de diez compases. La primera aria se caracteriza por un ritornello quebrado y una sensación de confusión e incertidumbre. La melodía es de tipo siciliano en carácter. Está escrita en forma da capo y va acompañada por órgano obbligato. Le sigue un recitativo secco y a continuación otra aria introduce el modo mayor con un ritornello estructurado en dos partes y otra línea de órgano obbligato.
La segunda parte comienza con otra sinfonia, que en esta ocasión presenta una forma binaria. Un recitativo secco conduce al aria final, que es parecida a un minueto y positiva en cuanto a carácter. De nuevo emplea un ritornello organizado en dos partes.

## Discografía selecta
De esta pieza se han realizado una serie de grabaciones entre las que destacan las siguientes:
- 1964 – J.S. Bach: Cantatas 42, 35. Hermann Scherchen, Vienna Radio Orchestra, Maureen Forrester (Westminster, Baroque Music Club)
- 1969 – J.S. Bach: Solokantaten. Helmuth Rilling, Bach-Collegium Stuttgart, Birgit Finnilä (Cantate)
- 1974 – J.S. Bach: Das Kantatenwerk Vol. 2. Nikolaus Harnoncourt, Concentus Musicus Wien, Paul Esswood (Teldec)
- 1984 – Die Bach Kantate Vol. 49. Helmuth Rilling, Bach-Collegium Stuttgart, Julia Hamari (Hänssler)
- 1985 – Bach: Cantatas BWV 35 & 170. Amsterdam Bach Soloists, Jard van Nes (Ottavo)
- 1987 – Bach: Cantatas pour alto. Chiara Banchini, Ensemble 415, René Jacobs (Harmonia Mundi France)
- 1994 – Bach Kantaten BWV 35, 169, 49 (Sinfonia). Hartmut Haenchen, Kammerorchester Carl Philipp Emanuel Bach, Jochen Kowalski (Berlin Classics)
- 1994 – Cantatas for Alto. Andrzej Mysiński, Concerto Avenna, Jadwiga Rappé (Accord)
- 1997 – J.S. Bach: Cantates pour alto. Philippe Herreweghe, Collegium Vocale Gent, Andreas Scholl (Harmonia Mundi France)
- 1999 – Bach Edition Vol. 8. Cantatas Vol. 3. Pieter Jan Leusink, Netherlands Bach Collegium, Sytse Buwalda (Brilliant Classics)
- 2000 – Bach Cantatas Vol. 6. John Eliot Gardiner, English Baroque Soloists, Robin Tyson (Soli Deo Gloria)
- 2000 – J.S. Bach: Magnificat, Kantaten 78, 137, 35. Wilfried Schnetzler, Orchester ad fontes, Christopher Robson (Bach-Kantorei)
- 2001 – J.S. Bach: Complete Cantatas Vol. 3. Ton Koopman, Amsterdam Baroque Orchestra, Nathalie Stutzmann (Antoine Marchand)
- 2004 – J.S. Bach: Geistliche Solokantaten für Alt-Tenor. Helmut Müller-Brühl, Kölner Kammerorchester, Marianne Beate Kielland (Naxos)
- 2006 – J.S. Bach: Cantatas for the Complete Liturgical Year Vol. 5. Sigiswald Kuijken, La Petite Bande, Petra Noskaiová (Accent)
- 2006 – J.S. Bach: Cantatas Vol. 37. Masaaki Suzuki, Bach Collegium Japan, Robin Blaze (BIS)